# Deutscher Thronstreit
 (avril 2024).
Si vous disposez d'ouvrages ou d'articles de référence ou si vous connaissez des sites web de qualité traitant du thème abordé ici, merci de compléter l'article en donnant les références utiles à sa vérifiabilité et en les liant à la section « Notes et références ».
La lutte pour le trône impérial germanique (en allemand moderne, Deutscher Thronstreit), est un conflit politique au sein du Saint-Empire romain entre 1198 et 1208,. Ce conflit, entre les maisons de Hohenstaufen et de Welf apparut à la suite du décès de l'empereur Henri VI. Finalement après 17 ans d'opposition, c'est Frédéric II, membre des Hoenstaufen, qui monta sur le trône.

## Origine du conflit
Le 28 septembre 1197, l'empereur Henri VI, qui n'a que 32 ans, décède de manière inattendue, créant ainsi de l'agitation parmi les cercles des princes quant à la direction future du Saint-Empire romain germanique. Des forces opposées émergent désormais à l'encontre de la position jusqu'alors stable des Hohenstaufen, comme en témoigne déjà l'échec du Erbreichsplan (en) de Henri VI, (littéralement "plan de succession héréditaire"). Les princes sont désormais confrontés à la question de savoir s'ils reconnaîtront le fils de Henri, Frédéric II, âgé alors de seulement trois ans, comme successeur. Bien que Frédéric ait déjà été élu à la fin de 1196 à Francfort sous l'influence marquée de l'archevêque de Mayence, Conrad Ier de Wittelsbach, et du duc de Souabe, Philippe, la tentation de retirer leur soutien à l'ancienne maison régnante prend de l'ampleur.

## Entrée en fonction du pape Innocent III

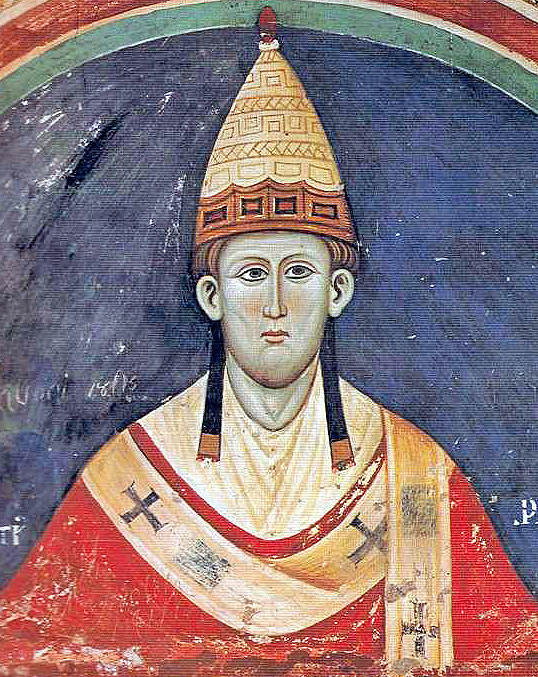
Innocent III.
Fresque à l'abbaye territoriale de Subiaco, c. 1219

Alors que la situation dans l'empire conduit à la division, le jeune Lothaire de Segni alors âgé de 37 ans accède au trône de saint Pierre le 22 février 1198 et devient le pape Innocent III, dont la personnalité puissante confère au pontificat le pouvoir de gouverner à un tout autre niveau. Ses objectifs sont la restauration du pouvoir souverain du pape à Rome et dans l'État de l'Église, la récupération de la souveraineté féodale sur le royaume de Sicile, la récupération des terres du centre de l'Italie et la consolidation des États italiens sous la direction de la Papauté.
La mère de Frédéric, la reine Constance de Sicile, a initié un changement politique dans le sud de l'Italie. Elle a cherché des relations plus étroites avec Rome, a rompu tout lien avec le reste de l'empire, a expulsé les Allemands de son empire sicilien, a renoncé à la royauté romano-allemande de son fils, Frédéric, et l'a fait couronner roi de Sicile en 1198 à la place, tout en conservant son titre d'impératrice douairière. Une telle politique de séparation était entièrement conforme aux souhaits d'Innocent, mais seulement après qu'il eut obtenu un concordat de Constance qui continuait à placer les droits ecclésiastiques sur la couronne sicilienne au-dessus de ceux des concessions du roi Tancrède, ne laissant au roi que le plus petit vestige de consensus royal en ce qui concerne l'élection des évêques. Innocent a restauré l'ancienne relation féodale juste à temps, après la mort inattendue de Constance en 1198, afin de prendre maintenant le contrôle du jeune Frédéric en tant que son seigneur féodal et de déterminer ainsi l'avenir de la Sicile.

## La double élection

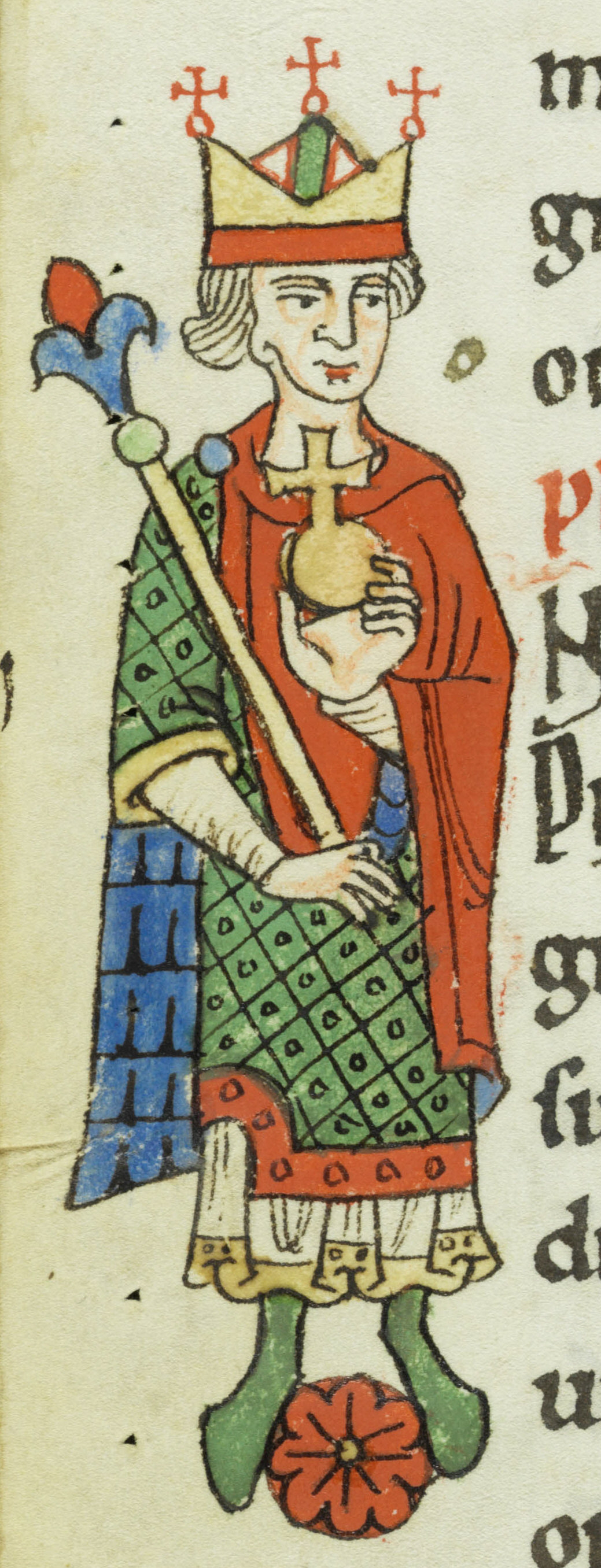
Portrait de Philippe de Souabe d'après un manuscrit, c. 1200

Après que Constance a retiré son fils Frédéric de la course à la royauté romano-germanique, les princes ne parviennent pas à s'accorder sur qui ils devraient élire comme roi. Le candidat le plus prometteur au départ est le duc de Saxe, Bernard III de la Maison d'Ascanie, qui parvient à obtenir le soutien notamment de l'archevêque de Cologne, Adolphe d'Altena. Cependant, le roi d'Angleterre, Richard Ier, propose son neveu, alors comte de Poitou, Otto de Brunswick, qui est le fils du duc de Saxe, Henri le Lion. La perspective que le Welf Otto puisse devenir roi pousse Bernard et les princes saxons à se ranger du côté du frère cadet de Henri VI, le duc souabe, Philippe, car on craint que les Welfs revendiquent le duché de Saxe, qu'ils ont perdu en 1180 lors du Hoftag de Gelnhausen. La même crainte est partagée par Louis Ier, duc de Bavière de la lignée des Wittelsbach. Sous la pression des princes saxons, Philippe de Souabe, qui, en tant qu'oncle du jeune Frédéric, n'avait initialement que l'intention de sécuriser le royaume pour son neveu, finit par accepter sa propre élection en tant que roi.
Philippe d'Alamannie est élu roi à Mühlhausen en Thuringe le 8 mars 1198 (dimanche de Laetare), par des princes sympathisants avec les Hohenstaufens. Son soutien vient du duc Léopold VI le Glorieux duc de Styrie et héritier d'Autriche (alors leader actuel de la nation carantanienne-bavaroise), Ottokar Ier de Bohême alors duc de Bohême, les Wittelsbach, les propres seigneurs alamanniques de Philippe ainsi que du duc Berthold V de Zähringen, et du landgrave Hermann Ier de Thuringe, ainsi que des représentants des princes saxons, et des archevêques Ludolf de Magdebourg et Adalbert de Salzbourg; cependant, en l'absence des archevêques de Cologne, Mayence et Trèves, certains d'entre eux étant des participants habituels. Il n'y a pas encore de procédure établie ni d'autorités pour l'élection, mais les "consuetudines" ont de l'importance.
Mais les princes anti-Hohenstaufen ne sont pas prêts à accepter cela. Ainsi, le 9 juin, ils élisent Otto de Brunswick comme contre-roi face à Philippe de Souabe, qui a été élu mais pas encore couronné. Le couronnement d'Otto a lieu le 12 juillet, tandis que celui de Philippe a lieu le 8 septembre.

Ainsi, il y a simultanément deux rois, mais dans les deux cas, ni l'élection ni le couronnement ne suivent le processus ancien et traditionnel. Philippe a reçu les insignes de couronnement - la Couronne impériale, l'Orbe impérial et l'Épée impériale - mais son élection a lieu dans un lieu et sur un sol non coutumiers, à Mühlhausen en Thuringe (bien qu'il puisse être dit qu'il y ait un précédent en 1135 lorsque le grand-oncle de Philippe, Conrad, fut proclamé roi à cet endroit). De plus, son couronnement n'a pas lieu au "bon endroit", c'est-à-dire à Mayence ou à Aix-la-Chapelle, ni sous l'"autorité appropriée" car il est couronné par l'archevêque bourguignon Aymon II de Tarentaise et non par l'archevêque de Cologne. L'élection et le couronnement d'Otto ont lieu dans les bons endroits, Cologne et Aix-la-Chapelle, et son couronnement est réalisé par l'archevêque de Cologne, mais seulement avec un ensemble d'insignes de substitution. Ainsi, ni Philippe ni Otto n'ont la pleine légitimité pour gouverner la monarchie.
Le pape Innocent III est d'avis que le pape devrait décider de la question de qui siégerait sur le trône, à qui les princes spirituels et temporels devraient se soumettre. Mais il attend clairement le résultat de la lutte pour le pouvoir. Il est cependant bien informé des événements par son légat épiscopal, Radulf de Sutri, qui est en train de négocier avec Philippe une solution à son excommunication. Il y a des indications qu'il y avait des divergences de vue entre les Hohenstaufens et le pape sur la question de la position de la Sicile dans l'empire. Philippe ne partage visiblement pas l'avis de sa belle-sœur sur la dépendance féodale de la Sicile vis-à-vis du pape, et est donc réticent à considérer le royaume comme un fief papal. Innocent prend inévitablement parti pour les Welfs, ce qui lui donne l'occasion d'intervenir avec l'annonce de l'élection en avril 1199. Après la mort du roi d'Angleterre et défenseur le plus puissant des Welfs, Richard Ier, Otto dépend d'autant plus du soutien du pape. Le 28 mai 1199, le parti des Hohenstaufen présente également sa pétition au pape lors de la Déclaration des Princes de Speyer. Cela est soutenu par une nette majorité des partisans de Philippe et assure que les droits de l'Église seront respectés si, en retour, les droits de l'empereur sont respectés par l'Église. De plus, la visite prochaine de Philippe à Rome pour son couronnement impérial est annoncée.

## La décision du pape
Innocent III abandonne désormais sa retenue et, le 3 mai 1199, annonce qu'il décidera bientôt à qui il accordera sa faveur papale. Le 20 mai 1199, il déclare à l'archevêque de Cologne et aux autres signataires de la lettre de recommandation d'Otto qu'il soutiendrait le roi Welf, si ce dernier se montrait loyal envers l'Église. Pour Otto, la voie vers une alliance avec la Curie romaine est désormais ouverte. Les intérêts politiques du Saint-Siège sont cruciaux dans cette décision, car Otto doit maintenant étayer ses assurances antérieures par des preuves documentaires, notamment la continuation de l'excommunication de Philip.
Le pape intervient maintenant énergiquement dans le conflit, bannit Philippe et ses partisans, y compris les signataires de la Déclaration de Speyer, et procède avec toute la sévérité contre eux. Le parti des Hohenstaufen réagit par une violente protestation lors de plusieurs Hoftages et rejette l'ingérence du pape dans l'élection allemande comme un processus inouï. Fin mars 1202, Innocent envoie une autre lettre dans laquelle il résume et justifie ses droits et revendications papales. Cette lettre a été incorporée dans le droit canonique et est donc appelée la décrétale Venerabilem. Cela justifie le droit du pape de rejeter un roi inapproprié d'un point de vue spirituel. Il intervient ainsi dans le droit constitutionnel allemand. À la fin, il devient évident à quel point il était difficile de concilier des revendications contradictoires et des positions politiques et idéologiques.
En 1202/03, le pouvoir d'Otto augmente par des conquêtes, des accords et des alliances ainsi que le soutien d'un certain nombre de princes laïques. Mais il devient bientôt évident que ces succès sont illusoires, et un manque de loyauté lui ôte le soutien et crée des adversaires. À travers des désaccords et des pertes de pouvoir à l'est, son propre frère, le comte palatin Henri, l'abandonne, tout comme Adolf de Cologne, le créateur de son royaume. Lorsque Philippe avance sur le Bas-Rhin, l'archevêque le couronne le 6 janvier 1205, après une autre élection. Après plusieurs menaces, Adolf de Cologne est destitué de ses fonctions par Innocent III et excommunié. De nouvelles élections archiépiscopales sont immédiatement lancées. Comme Otto a perdu Cologne en novembre 1206, et était à Brunswick peu de temps avant la défaite, Innocent se trouve contraint de conclure un compromis avec Philip. Cependant, juste avant la conclusion d'un traité, Philippe est assassiné le 21 juin 1208 à Bamberg par le comte palatin Otto de Wittelsbach à la suite d'une querelle privée.
Le meurtre du roi change fondamentalement le cours de l'histoire allemande. Le pape Innocent III considère l'événement comme le jugement de Dieu et la confirmation de la validité de sa décision dans la controverse du trône. Sans contre-roi et désireux d'épouser la fille aînée de Philippe (Philippe n'ayant pas d'héritiers mâles), Otto IV devient soudainement le souverain incontesté du royaume unifié. La royauté d'Otto est reconnue lors d'une élection le 11 novembre 1208 à Francfort-sur-le-Main. Le roi Welf déclare qu'il souhaite soumettre sa revendication au trône entièrement à l'avis et à la volonté du pape, et renouvelle et étend même ses vœux antérieurs de la Déclaration de Speyer du 22 mars 1209.

## La trahison d'Otto
Ainsi, la voie était désormais libre pour le couronnement impérial d'Otto, qui a lieu le 4 octobre. Mais Innocent avait été grandement trompé par le nouvel empereur. Peu de temps après son couronnement, Otto commence à tenter de récupérer les domaines transférés au Saint-Siège, en particulier ceux de Mathilde de Toscane, allant à l'encontre de ses engagements. Au cours de l'année 1210, le conflit s'approfondit. Lorsque l'empereur Welf s'apprêtait à attaquer la Sicile à la mi-novembre, dans le but de rétablir la situation de 1197, le pape Innocent impose la mise au ban impériale sur Otto et libère ses sujets de leurs serments de fidélité. Le pape est maintenant contraint, avec le soutien du roi de France et des princes allemands, de trouver un nouvel héritier au trône. Seul Frédéric de Sicile était en lice. Cela signifiait que le pape Innocent devait maintenant accepter un autre membre d'une dynastie qu'il avait jusqu'alors diabolisée comme une famille de persécuteurs de l'Église, et craignait que la Sicile ne rejoigne l'Empire. Mais il avait un certain contrôle, car il était le suzerain de la Sicile. Cela, Frédéric le reconnaissait ; même s'il était couronné empereur, il acquiesçait à ce que cette relation suzerain-vassal reste la même. Le fils d'un an de Frédéric, Henri, est couronné roi de Sicile à la demande du pape, et Innocent reçoit ainsi une sorte d'assurance. Mais cette politique rendait Innocent impopulaire. Walther von der Vogelweide parle dans sa poésie de la duplicité de la Curie et de la sécularisation de l'Église.

## L'accession au trône de Frédéric
La première issue réussie de la contre-action papale est qu'Otto quitte la Sicile en octobre 1211 et retourne en Allemagne, car sa position dans l'Empire devient fragile. Mais ses troupes continuent d'occuper la Sicile.
Frédéric se rend à Rome pour prêter son serment de fidélité à son suzerain, le Pape, en personne, est financièrement soutenu par le Pape avec de l'argent, et avec son consentement proclame roi des Romains et futur Empereur. Frédéric se conforme en tout point aux souhaits du Pape et est déclaré roi et empereur choisi "de Dieu et du Pape", ce qui reflète également l'équilibre politique réel. En septembre 1212, il réussit à poser le pied à Constance et à rassembler ses partisans autour de lui. Une fois de plus, la guerre civile éclate en Allemagne. Une fois de plus, comme le chante Walther von der Vogelweide, "le Pape avait placé deux Allemands sous une seule couronne, apportant la désunion et la désolation à travers l'Empire".
Frédéric doit son succès à son appartenance à la Maison de Hohenstaufen, au commandement papal et au soutien français. Le 5 décembre 1212, il est formellement réélu roi à Francfort par une grande assemblée de princes et couronné quatre jours plus tard à Mayence.

## Dénouement final
Le résultat de la contestation du trône se décide sur un champ de bataille étranger. Otto soutient son oncle anglais, le roi Jean sans Terre, dans le conflit entre l'Angleterre et la France concernant les terres anglaises en Europe continentale. Le 27 juillet 1214, Philippe II Auguste, sans la participation de son allié Frédéric, remporte une brillante victoire sur Otto lors de la bataille de Bouvines. Otto IV ne se remet jamais de cette défaite, ses alliés restants l'abandonnent, et il meurt sur le Harzburg (en) le 19 mai 1218.
L'ascension au pouvoir de Frédéric est achevée le 25 juillet 1215, à Aix-la-Chapelle, lorsqu'il se couronne une fois de plus roi ; cette fois au bon endroit. Il avait depuis longtemps payé le prix du soutien du pape à sa candidature au trône. Le 12 juillet 1213, il avait accordé un grand privilège à l'Église : la bulle d'or d'Eger (en) , dans laquelle il consignait une fois de plus par écrit les concessions qu'il avait déjà faites à la Curie. Cela incluait la reconnaissance de la liberté des élections épiscopales, des terres récupérées par le Saint-Siège, de la souveraineté du pape sur la Sicile et l'assurance d'aide contre les hérétiques. Ce n'était désormais plus un accord secret, mais était réitéré sous la forme d'un privilège solennel signé par des princes et des ministériels impériaux.